# Herbert Schneider (Franziskaner)
P. Herbert Schneider OFM (* 8. Juni 1938 in Dockweiler) ist der Leiter der Duns-Skotus-Akademie in Mönchengladbach und geistlicher Schriftsteller. Er gehört dem Franziskanerorden an.

## Leben
Am 15. April 1959 trat Herbert Schneider in die Kölnische Provinz des Franziskanerordens ein und empfing am 7. August 1965 die Priesterweihe. Im Jahr 1972 promovierte er an der Universität zu Köln im Fach Philosophie. Während seines Zweitstudiums war Schneider unter anderem in der Ausbildung des Ordensnachwuchses in Münster tätig. Von 1980 bis 1989 war P. Herbert Schneider Provinzoberer der Kölnischen Franziskanerprovinz und zugleich von 1986 bis 1989 Vorsitzender der Vereinigung Deutscher Ordensoberer der Priesterorden (VDO). Von 1991 bis 2001 lebte er im Generalatshaus der Franziskaner in Rom und hatte dort die Aufgabe des Generaldelegaten für die Ordensgemeinschaften, die mit den Franziskanern verbunden sind, unter ihnen die Klarissen. Bis Ende 2010 war er Wallfahrtsrektor der Marienwallfahrt von Neviges. Er lebt im Franziskanerkloster Mönchengladbach.

## Tätigkeit als Theologe und Schriftsteller
Als Leiter der Duns-Skotus-Akademie ist P. Herbert Schneider Herausgeber der Schriftenreihe "Veröffentlichungen der Johannes-Duns-Skotus Akademie." Zudem organisiert er Tagungen der Akademie, die laut ihres Selbstverständnisses "mit ihrer Arbeit einen intellektuellen Beitrag zur Verbindung von Frömmigkeit und Apostolat auf der einen und Wissenschaft auf der anderen Seite leisten und Ort des ökumenischen Dialoges sein" will.
Schneider verfasste einige Kleinschriften, in denen er zu Johannes Duns Skotus hinführt. Ferner hat er ein biographisches Buch über den aus seinem Heimatort Dockweiler stammenden Franziskaner Matthias Utters verfasst, das vor allem dessen Umgang mit seiner langwierigen Krebserkrankung beleuchtet.

## Veröffentlichungen
- Die Franziskaner im deutschen Sprachgebiet. Leben und Ziele. Dietrich-Coelde-Verlag, Werl 1988, ISBN 3871631515.
- Himmel ist hier. Der wunderbare Mensch Matthias Utters. Johannes-Verlag, Leutesdorf 1997, ISBN 3779413949.